# Bulterier
Bulterier (ang. bull terrier) – rasa psa, należąca do grupy terierów, zaklasyfikowana do terierów w typie bull. Typ wilkowaty. Nie podlega próbom pracy.

## Rys historyczny
Pierwsze opisy psów walczących, podobnych do bulteriera spotykane są w literaturze dużo wcześniej, zanim nazwany ojcem rasy James Hinks przyprowadził je w roku 1862 na wystawę. Taplin (cytowany u Backmana) w 1803 roku pisze o terierach krzyżowanych z buldogiem wśród niższych warstw społecznych, których używano do polowań. Z roku 1808 pochodzi obraz Jamesa Warda przedstawiający bulteriera maści czarno podpalanej z białymi znaczeniami. Według Edwarda C. Asha były już w roku 1819 białe psy nazwane bulterierami paddington, ważyły około 30 kilogramów. Głowy miały podobne do boksera.
Około roku 1830 studenci z Oksfordu (Freeborns) wyhodowali białe bulteriery, a w roku 1842 Sir Richard Burton zabrał takiego psa do Indii, gdzie rasa ta stała się jedną z najbardziej lubianych przez kolonistów.

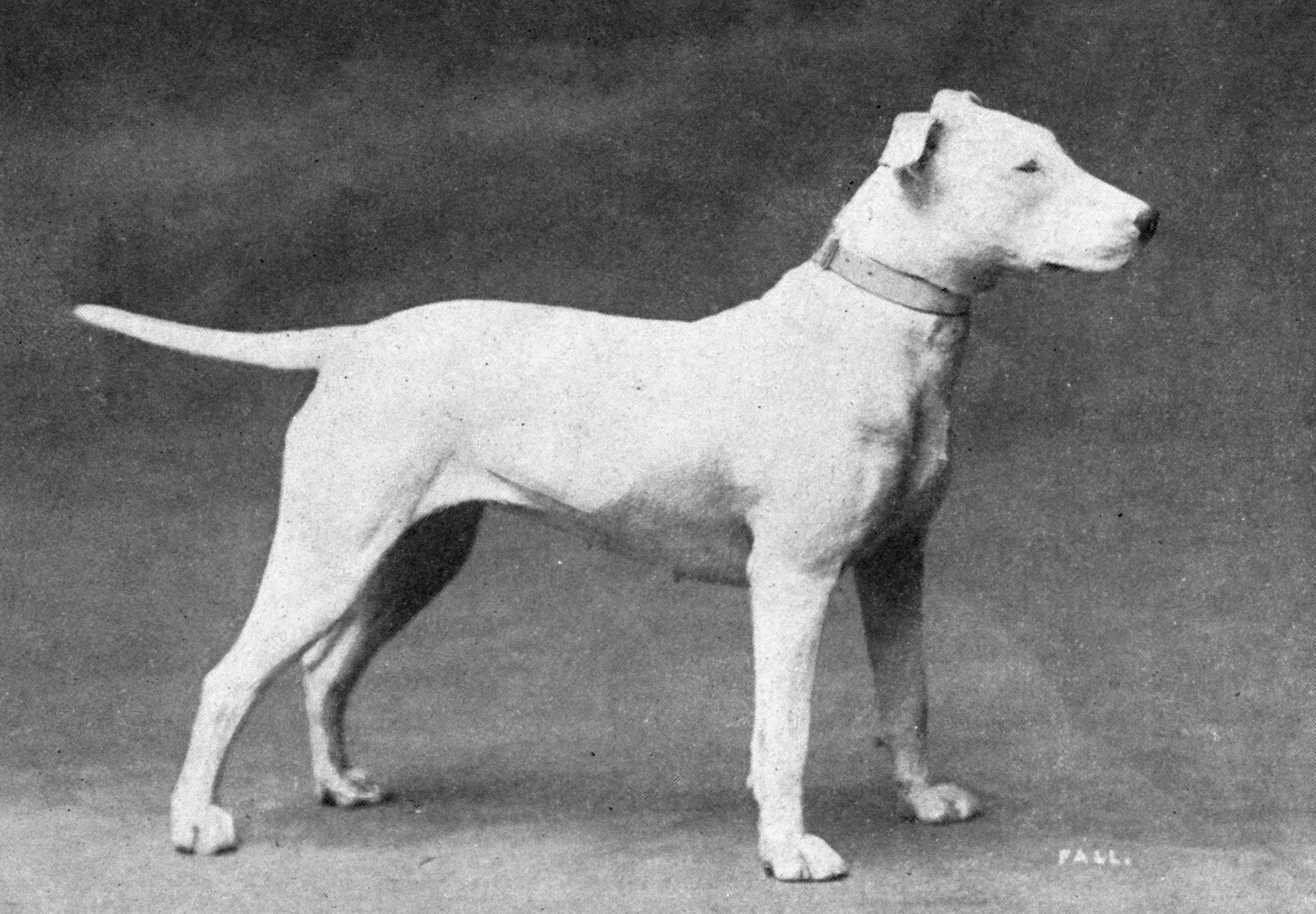
Bulterier z 1915 roku

James Hinks – hodowca zwierząt – około 1850 roku zaczął krzyżować bulteriery ze staroangielskimi białymi terierami. Wspomina się także o chartach angielskich (greyhoundach) i dalmatyńczykach. Swój udział w powstaniu rasy miał także z pewnością pointer, bedlington terrier i staffordshire bulterrier. Hinks dążył do uzyskania idealnego psa bojowego: walecznego, zwinnego, odznaczającego się atrakcyjnym wyglądem. Dopuszczał tylko białe umaszczenie u bulteriera. Zakaz mieszania białych bulterierów z kolorowymi zniesiono ostatecznie dopiero w 1950 roku.
W roku 1895 na życzenie ówczesnego księcia Walii, późniejszego króla Edwarda VII, wprowadzono w Wielkiej Brytanii zakaz kopiowania uszu u bulterierów. W ciągu czterech lat miłośnicy rasy zdołali jednak wyhodować bulteriery z naturalnie stojącymi uszami. Dziewiętnastowieczne bulteriery nie miały także charakterystycznego profilu czaszki: jednym z pierwszych psów tej rasy, u których dało się go zaobserwować, był urodzony w roku 1917 Lord Gladiator.
Pierwszy angielski klub wielbicieli rasy powstał w roku 1887, a amerykański – w 1907 roku.
Pierwsze wzmianki na temat bulterierów w Polsce pochodzą ze Lwowa z okresu międzywojennego, jednak brak jakichkolwiek dokumentów na ten temat. Po drugiej wojnie światowej kilka egzemplarzy pojawiło się w ambasadzie brytyjskiej w Warszawie.

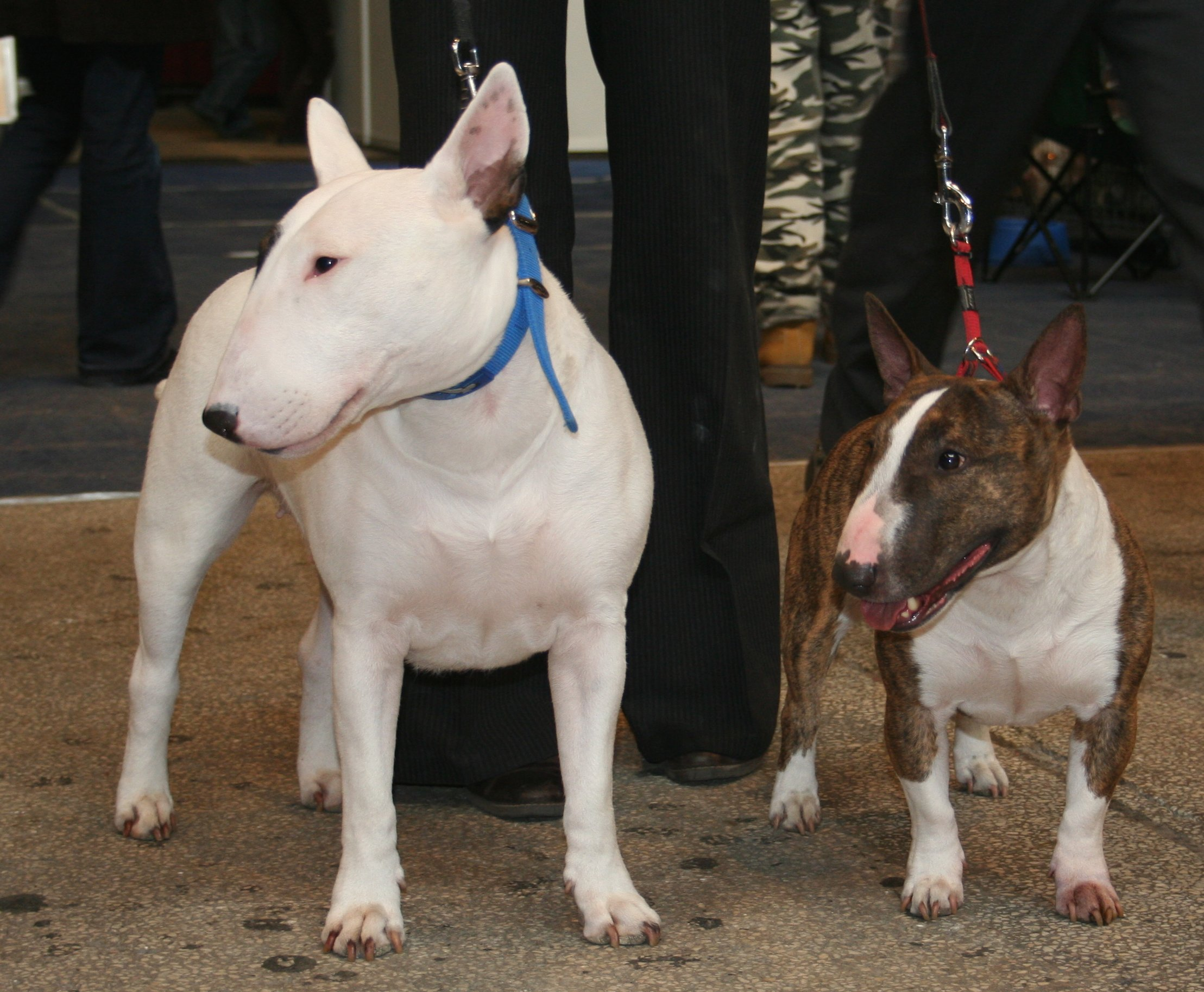
Bulterier standardowy i bulterier miniaturowy

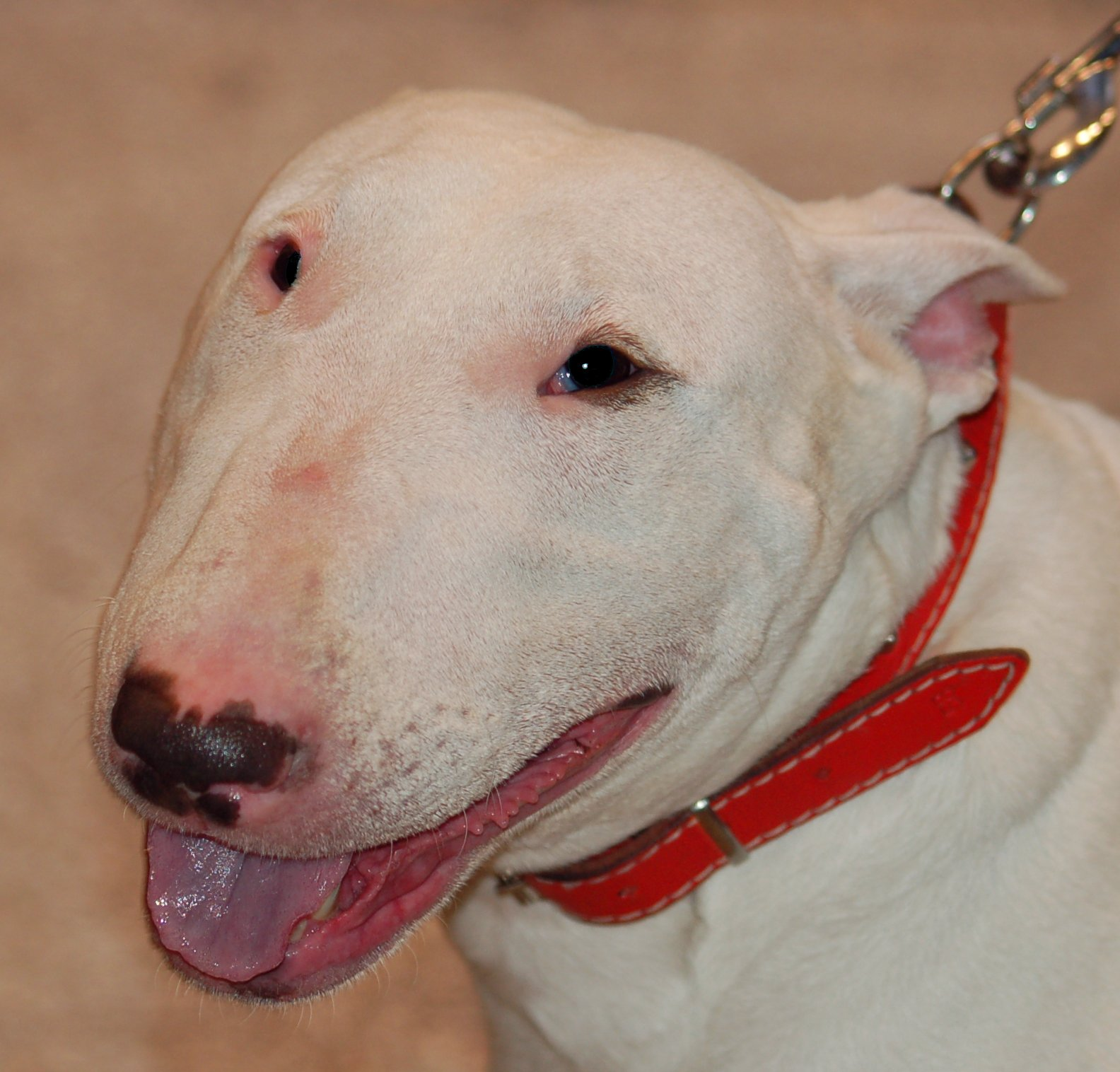
Głowa białego bulteriera

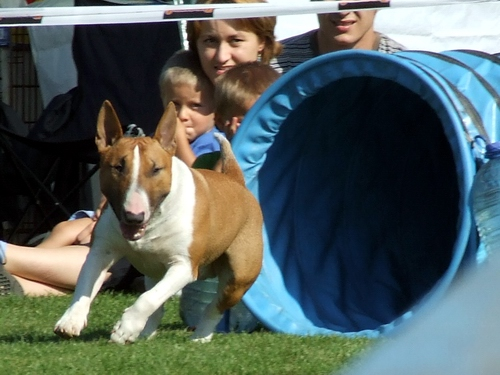
Bulterier podczas agility

## Wygląd
Mocno zbudowany i umięśniony, proporcjonalny i ruchliwy. Sprawia wrażenie żywotnego, rezolutnego i inteligentnego. Jego unikalną cechę stanowi opadająca linia kufy (downface) i jajowaty kształt głowy. Niezależnie od wzrostu, psy powinny mieć wygląd harmonijny.

### Budowa
Psy o mocnej budowie, muskularne, proporcjonalne. Sylwetka wydłużona, masywna, grzbiet lekko zaokrąglony, klatka piersiowa długa i szeroka. Szyja długa, wzniesiona, umięśniona, bez podgardla, delikatnie wygięta w łuk.

### Głowa
Charakterystyczny profil głowy nie pozwala pomylić bulteriera z innymi terierami typu bull. Głowa powinna być długa, mocna i masywna po koniuszek kufy, ale nie toporna. Oglądana z przodu jest jajowata i doskonale wypełniona, bez wklęśnięć i załamań. Profil łagodnie zagina się ku dołowi od szczytu czaszki po truflę nosową. Mózgoczaszka między uszami jest prawie płaska. Wargi suche, bez fafli, zęby mocne i równomiernie rozstawione, zgryz nożycowy.

### Uszy
Małe, cienkie, ustawione pionowo, osadzone wysoko i wąsko.

### Oczy
Małe, trójkątne, skośnie położone, jak najciemniejsze, o przenikliwym spojrzeniu.

### Nos
Czarny, opadający, skierowany w dół.

### Kończyny
Proporcjonalnej długości i grubości, proste, muskularne, ustawione równolegle. Łapy okrągłe, zwarte, z mocno wysklepionymi palcami. Ruch swobodny, dynamiczny, z długim wykrokiem, zwinny.

### Ogon
Krótki, nisko osadzony, noszony w poziomie, zwężający się od nasady ku końcowi.

### Szata
Włos krótki, przylegający, jednolitej struktury, lśniący, twardy w dotyku. Zimą pies może mieć miękki podszerstek.

## Umaszczenie
U psów tej rasy występuje szeroka skala umaszczenia: biała, pręgowana, tricolor, czerwona, płowa. Niepożądana maść niebieska i czekoladowa. U bulterierów o umaszczeniu kolorowym przewaga białego koloru może być przyczyną dyskwalifikacji na ringu wystawowym. Nakrapiana lub przesiana biała sierść jest uznawana za wadę, lecz znaczenia na głowie są dopuszczalne.

## Użytkowość
Początkowo hodowane jako szczurołapy, później wykorzystywane do walk psów oraz polowań na niedźwiedzie (w większej grupie). Obecnie są głównie psami rodzinnymi. Zaliczane do psów obronnych. Bulteriery dobrze czują się w psich sportach, takich jak agility czy flyball.

## Usposobienie
Pewny siebie, zdecydowany, wesoły, ruchliwy, uparty. Może zdradzać tendencje do dominacji, zwykle nie akceptuje obcych psów tej samej płci.

## Zdrowie i pielęgnacja
Wymaga doświadczonego i konsekwentnego właściciela, który będzie potrafił odpowiednio postępować z psem i zapewnić mu odpowiednią dawkę ruchu. Bulteriery powinny pracować raczej krótko i intensywnie niż długo. Sierść krótka i przylegająca jest łatwa w pielęgnacji.
Jednymi z najczęściej występujących chorób dziedzicznych są: egzema międzypalcowa, chroniczny niedobór cynku, atopowe zapalenia skóry i głuchota. Na choroby te podatne są częściej psy białe lub o dominującej maści białej. Im większy procent białego umaszczenia sierści, tym większe prawdopodobieństwo głuchoty. Jest to spowodowane brakiem melanocytów w skórze (komórki odpowiedzialne za pigment sierści), które również odpowiadają za rozwój komórek słuchowych. W Polsce jest kilka ośrodków (wydziały medycyny weterynaryjnej i prywatne kliniki) wykonujących badania słuchu metodą BAER, pozwalające ocenić już w wieku szczenięcym słuch psa. Świadoma eliminacja z hodowli osobników dotkniętych głuchotą całkowitą lub jednostronną pozwala minimalizować ryzyko przenoszenia i powielania tej wady w kolejnych miotach, a tym samym przyczynia się do wzrostu liczby osobników zdrowych.
Długość życia: 11 do 14 lat.
Wielbicielem bulterierów był między innymi generał George Patton. Jeden z należących do niego psów tej rasy otrzymał imię Willie na cześć Wilhelma Zdobywcy. Posiadaczem bulteriera był też Theodore Roosevelt. 